# Panemunė
Panemunė je nejmenší město v Litvě, v okrese Pagėgiai, v Tauragėském kraji, 8 km na jih od "okresního" města Pagėgiai, na pravém (severním) břehu řeky Němen, od kterého město dostalo název, původně městská čtvrť města Tilžė (do druhé světové války), také jediné město v Litvě, které nemá vlastní městský úřad (správa města je v okresním městě Pagėgiai). V tomto pohraničním městě je základní škola, pošta (PSČ je LT-99029), městský park. Směrem do Tilžė překlenuje Němen 416 m dlouhý most královny Luisy (podle manželky pruského krále Fridricha Viléma III. Luisy).

## Historie
Panemunė je známa od 19. století. Do druhé světové války byla městskou čtvrtí Tilžė. V první polovině 20. století přes Panemunė vedla úzkorozchodná železnice Tilžė - Pagėgiai - Smalininkai. V roce 1958 byla založena knihovna. Město bylo součástí Východního Pruska, dále Německa, Klaipėdského kraje pod německým názvem Übermemel. Po Klajpedském povstání (15. 1. 1923) připadlo Litvě a dostalo název Panemunė. Po 23. 3. 1939 se stalo opět čtvrtí Tilžė v rámci III. říše. Po válce připadlo Litvě.